# Юпе
Юпе́ (фр. Upaix, окс. Upàis) — коммуна во Франции, находится в регионе Прованс — Альпы — Лазурный Берег. Департамент коммуны — Верхние Альпы. Входит в состав кантона Ларань-Монтеглен. Округ коммуны — Гап.
Код INSEE коммуны — 05173.

## Население
Население коммуны на 2008 год составляло 412 человек.
| 1962 | 1968 | 1975 | 1982 | 1990 | 1999 | 2008 |
| ---- | ---- | ---- | ---- | ---- | ---- | ---- |
| 324  | 328  | 331  | 284  | 359  | 376  | 412  |

## Экономика
В 2007 году среди 272 человек в трудоспособном возрасте (15—64 лет) 193 были экономически активными, 79 — неактивными (показатель активности — 71,0 %, в 1999 году было 71,9 %). Из 193 активных работали 175 человек (108 мужчин и 67 женщин), безработных было 18 (7 мужчин и 11 женщин). Среди 79 неактивных 16 человек были учениками или студентами, 40 — пенсионерами, 23 были неактивными по другим причинам.

## Достопримечательности
- Церковь Рождества Христова (XIV и XVII века), исторический памятник с 1941 года. Восстановлена в 2001 году.
- Часовня Кающихся (1638 год, восстановлена в 1992 году). На фасаде установлены солнечные часы.
- Средневековая башня.